# لوشنر ضد نيويورك
لوشنر ضد نيويورك، 198 الولايات المتحدة 45 (1905)، كان قرارا تاريخيا من المحكمة العليا في الولايات المتحدة التي ترى أن حدود وقت العمل تنتهك التعديل الرابع عشر. وقد تم إلغاء القرار فعليا.
ويقتصر قانون ولاية نيويورك ساعات عمل موظفي المخابز على 10 ساعات في اليوم و 60 ساعة في الأسبوع. ورجحت أغلبية من خمسة قضاة أن القانون ينتهك شرط الإجراءات القانونية الواجبة، مشيرة إلى أن القانون يشكل «تدخلا تعسفيا وغير معقول وغير ضروري في حق الفرد وحريته في التعاقد». وقد رفض أربعة قضاة معارضين هذا الرأي، وأصبحت معارضة أوليفر ويندل هولمز الابن، على وجه الخصوص، واحدة من أشهر الآراء في التاريخ القانوني للولايات المتحدة.
لوتنر هو واحد من القرارات الأكثر إثارة للجدل في تاريخ المحكمة العليا وأعطى الاسم لما يعرف باسم عصر لوشنر. وخلال تلك الفترة، أصدرت المحكمة العليا عدة قرارات تبطل القوانين الاتحادية وقوانين الولايات التي سعت إلى تنظيم ظروف العمل خلال الحقبة التقدمية والكساد الكبير. وانتهت الفترة ب«شركة فندق الساحل الغربي» ضد شركة «ويست كوست» باريش (1937) التي أيدت فيها المحكمة العليا دستورية تشريع الحد الأدنى للأجور الذي سنته ولاية واشنطن.

## حقائق
وادعى جوزيف لوشنر، الذي كان يملك مخبز لوسنر المنزلي في يوتيكا، أن قانون باكشوب للهيئة التشريعية في نيويورك لعام 1895 غير دستوري. وينظم قانون باكشوب الظروف الصحية في المخابز ويحظر على الموظفين العمل في المخابز لأكثر من 10 ساعات في اليوم أو 60 ساعة في الأسبوع. وفي عام 1899، وجهت إلى لوشنر تهمة انتهاك المادة 110 من الفصل 415 من المادة 8 من قوانين عام 1897، لأنه سمح ظلما وغير قانوني لموظف يعمل لديه بالعمل لأكثر من 60 ساعة في أسبوع واحد. تم تغريم 25 دولارا (أي ما يعادل 768 دولارا في عام 2019)
في سلسلة من القضايا، أثبتت المحكمة العليا في الولايات المتحدة أن شرط الإجراءات القانونية الواجبة، الموجود في كل من التعديلين الخامس والرابع عشر، ليس مجرد ضمان إجرائي، بل هو أيضا قيد جوهري على نوع السيطرة التي قد تمارسها الحكومة على الأفراد. وعلى الرغم من أن هذا التفسير لشرط الإجراءات القانونية الواجبة كان مثيرا للجدل، إلا أنه أصبح راسخا في الفقه الأمريكي بحلول نهاية القرن التاسع عشر.
وجادل لوشنر بالحق في التعاقد بحرية ليكون أحد الحقوق التي تشملها الإجراءات القانونية الموضوعية الواجبة.
وقد لاحظ العلماء أنه عندما تم اعتماد التعديل الرابع عشر في عام 1868، اعتمد 27 دستورا من دساتير الولايات ال 37 إشارات إلى نظرية لوك العمالية في الملكية، والتي تقول عادة: «جميع الرجال بطبيعتهم أحرار ومستقلون، ولديهم بعض الحقوق غير القابلة للتصرف، من بينها حقوق التمتع بالحرية والدفاع عنها، وحيازة وحيازة وحماية الممتلكات: والسعي للحصول على السلامة والسعادة والحصول عليهما». وبما أن مثل هذه البنود كانت «متجذرة بعمق في التاريخ والتقاليد الأميركية»، فمن المرجح أنها أبلغت المعنى الأصلي لنطاق وطبيعة الحقوق الأساسية التي يحميها التعديل الرابع عشر في نظر قضاة عهد لوخنر.
وقد قبلت المحكمة العليا الحجة القائلة بأن شرط الإجراءات القانونية الواجبة يحمي الحق في التعاقد قبل سبع سنوات في قضية ألغير ضد لويزيانا (1897).
غير أن المحكمة اعترفت بأن هذا الحق ليس مطلقا بل يخضع لسلطة الشرطة في الولايات. فعلى سبيل المثال، في قضية هولدن ضد هاردي (1898)، أيدت المحكمة العليا قانون ولاية يوتا الذي يحدد يوم عمل لمدة ثماني ساعات لعمال المناجم. في هولدن، كتب القاضي هنري بيلينغز براون أنه في حين أنه «لا يمكن طرح سلطة الشرطة كذريعة لتشريع قمعي وغير عادل، إلا أنه يمكن اللجوء إليها بشكل قانوني لغرض الحفاظ على الصحة العامة أو السلامة أو الأخلاق». والقضية التي تواجه المحكمة العليا في لوشنر هي ما إذا كان قانون باكشوب يمثل ممارسة معقولة لسلطة الشرطة في الولاية.
وقد جادل هنري وايزمان في قضية لوشنر، الذي كان أحد أبرز المدافعين عن قانون باكشوب عندما كان أمينا لاتحاد الخبازين الرحالة. وفي موجزه، استنكر وايزمان فكرة أن «الحرية الثمينة للفرد... ينبغي أن تجرف بعيدا تحت ستار سلطة الشرطة للدولة». ونفى حجة نيويورك بأن قانون باكشوب هو إجراء صحي ضروري بزعمه أن «المخبز العادي في الوقت الحاضر جيد التهوية ومريح في الصيف والشتاء على حد سواء، ودائما ما تكون رائحته حلوة». وتضمنت مذكرة وايزمان ملحقا يقدم إحصاءات تبين أن معدلات وفيات الخبازين مماثلة لمعدلات وفيات المهنيين ذوي الياقات البيضاء.

## الحكم
قضت المحكمة العليا 5-4 بأن القانون الذي يحد من ساعات عمل الخبازين لا يشكل ممارسة مشروعة لسلطات شرطة الولاية، وبالتالي فهو غير دستوري. ودفعت المحكمة بحرية التعاقد وأن عدم المساواة في القدرة على المساومة أمر غير ذي صلة. وقد صدر القرار عن القاضي روفوس بيكهام.

### معارضة  هارلان
لم يكن على (لوشنر) دفع الغرامة وكتب القاضي جون مارشال هارلان رأيا مخالفا انضم إليه القاضيان إدوارد دوغلاس وايت وويليام ر. داي.

وادعى هارلان أن حرية التعاقد تخضع لتنظيم تفرضه دولة تعمل في نطاق سلطاتها الشرطية. وعرض القاعدة التالية لتحديد ما إذا كانت هذه القوانين غير دستورية:
ولا توجد سلطة المحاكم في مراجعة الإجراءات التشريعية فيما يتعلق بمسألة تؤثر على الرفاه العام إلا «عندما يكون ذلك الذي قامت به الهيئة التشريعية يندرج ضمن القاعدة القائلة بأنه إذا صدر قانون يزعم أنه صدر لحماية الصحة العامة أو الآداب العامة أو السلامة العامة، فليس له علاقة حقيقية أو جوهرية بتلك الأشياء أو، بما لا يدع مجالا للتشكيك، غزو واضح وواضح للحقوق التي يضمنها القانون الأساسي».
وأكد هارلان أن عبء الإثبات ينبغي أن يقع على عاتق الطرف الذي يسعى إلى اعتبار مثل هذا النظام الأساسي غير دستوري.وجادل هارلان بأن المحكمة لم تعط وزنا كافيا لحجة الدولة بأن القانون هو إجراء صحي صحيح يعالج مصلحة مشروعة للدولة. وادعى أنه «من الواضح أن هذا القانون قد سن لحماية الرفاه البدني لأولئك الذين يعملون في مؤسسات المخابز والحلويات». وردا على تأكيد الأغلبية بأن مهنة الخباز ليست مهنة غير صحية، اقتبس باستفاضة من دراسات أكاديمية وصف فيها أمراض الجهاز التنفسي وغيرها من المخاطر التي يواجهها الخبازون.
وقال إنه كان ينبغي للمحكمة العليا أن تؤجل إلى الحكم الصادر عن الهيئة التشريعية في نيويورك أن ساعات العمل الطويلة تهدد صحة موظفي المخابز: «إذا كانت الغاية التي تسعى الهيئة التشريعية إلى تحقيقها هي النهاية التي تمتد إليها سلطتها، وإذا كانت الوسائل المستخدمة لتحقيق هذه الغاية، وإن لم تكن الأكثر حكمة أو الأفضل، غير مصرح بها بعد بشكل واضح وملموس بموجب القانون. ثم المحكمة لا يمكن أن تتدخل.»

### معارضة هولمز
وكتب القاضي اوليفر ويندل هولمز الابن ثلاث فقرات يتهم فيها غالبية النشاط القضائي وادعى ان القضية «حسمت بناء على نظرية اقتصادية لا يقبلها قسم كبير من البلاد». ولم يوافق على أن التعديل الرابع عشر كرس حرية التعاقد واستشهد بالقوانين المناهضة للتداول يوم الأحد والربا ك «أمثلة قديمة» على العكس من ذلك: «التعديل الرابع عشر لا يسن الساكتات الاجتماعية للسيد هربرت سبنسر». (دعا الكتاب إلى فلسفة صارمة مناهضة للنزاهة). واكد هولمز ان «الدستور لا يهدف إلى تجسيد نظرية اقتصادية معينة».

## الأهمية والإرث
كان اجتهاد المحكمة العليا في الإجراءات القانونية الواجبة على مدى العقود الثلاثة التالية غير متسق، لكنه اتخذ وجهة نظر ضيقة حول سلطات الشرطة في الولايات في العديد من قضايا العمل الكبرى بعد لوشنر. على سبيل المثال، في قضية Coppage v. كانساس (1915)، ألغت المحكمة القوانين التي تحظر «عقود اللكلب الأصفر». وبالمثل، قضت المحكمة العليا في قضية ادكينز ضد مستشفى الأطفال (1923) بأن قوانين الحد الأدنى للأجور تنتهك شرط الإجراءات القانونية الواجبة، ولكن رئيس المحكمة العليا ويليام هوارد تافت عارض ذلك بشدة واقترح أن تلغي المحكمة بدلا من ذلك قانون Lochner. واقترن مبدأ الإجراءات القانونية الموضوعية الواجبة بتفسير ضيق لسلطة الكونغرس بموجب بند التجارة.
ظهر القضاة جيمس ماكرينولدز وجورج ساذرلاند ويليس فان ديفانتر وبيرس بتلر خلال عشرينيات وثلاثينات القرن العشرين كمدافعين أولى عن القيود التقليدية على سلطة الحكومة في المحكمة العليا، وهكذا أطلق عليهم مؤيدو الصفقة الجديدة بشكل جماعي اسم «فرسان رد الفعل الأربعة». كان الأربعة يؤمنون بالاقتصاد القائم على مبدأ «لايس فير».
وفي عام 1934، قررت المحكمة العليا في قضية نيبيا ضد نيويورك أنه لا يوجد حق أساسي دستوري في حرية التعاقد. وفي عام 1937، قررت المحكمة العليا قضية شركة ويست كوست للفنادق ضد شركة باريش، التي ألغت صراحة أدكينز وأشارت ضمنا إلى نهاية عهد لوشنر من خلال رفض فكرة أن حرية التعاقد يجب أن تكون غير مقيدة. على الرغم من أن المحكمة العليا لم تنقض صراحة Lochner،[8] وافقت على إعطاء مزيد من الإذعان لقرارات المجالس التشريعية للولايات. دقت المحكمة العليا ناقوس الموت بالنسبة ل الإجراءات القانونية الموضوعية الاقتصادية بعد عدة سنوات في قضية ويليامسون ضد لي بصري من أوكلاهوما (1955) بإعلانها بالإجماع، «لقد ولى اليوم الذي تستخدم فيه هذه المحكمة شرط الإجراءات القانونية الواجبة في التعديل الرابع عشر لقضاء قوانين الولايات، وتنظيم ظروف الأعمال والصناعة، لأنها قد تكون غير حكيمة أو محسنة أو غير متوافقة مع مدرسة فكرية معينة».